# Code: Realize - Guardian of Rebirth
Code: Realize - Guardian of Rebirth (コードリアライズ 〜創世の姫君〜?, Kōdo Riaraizu - Sōsei no himegimi) è una visual novel giapponese di genere otome sviluppata da Otomate per PlayStation Vita, pubblicata in Giappone nel 2014 da Idea Factory e in America del Nord ed Europa nel 2015 da Aksys Games. Un adattamento anime, prodotto da M.S.C, è stato trasmesso tra il 7 ottobre e il 23 dicembre 2017.

## Personaggi
Cardia (カルディア?, Karudia)
Doppiata da: Saori Hayami
Arsène Lupin (アルセーヌ・ルパン?, Arusēnu Rupan)
Doppiato da: Tomoaki Maeno
Abraham Van Helsing (エイブラハム・ヴァン・ヘルシング?, Eiburahamu Van Herushingu)
Doppiato da: Jun'ichi Suwabe
Victor Frankenstein (ヴィクター・フランケンシュタイン?, Vikutā Furankenshutain)
Doppiato da: Tetsuya Kakihara
Impey Barbicane (インピー・バービケーン?, Inpī Bābikēn)
Doppiato da: Showtaro Morikubo
Saint-Germain (サン・ジェルマン?, San Jeruman)
Doppiato da: Daisuke Hirakawa

## Anime
Annunciato da Idea Factory all'evento Otomate Party 2015, un adattamento anime, prodotto da M.S.C e diretto da Hideyo Yamamoto, inizierà la messa in onda il 7 ottobre 2017. La composizione della serie è stata affidata a Sayaka Harada, mentre la colonna sonora è stata composta da Ryō Takahashi. Le sigle di apertura e chiusura sono rispettivamente Kalmia di Mia Regina e Twinkle di Saori Hayami. Gli episodi saranno trasmessi in streaming in simulcast da Crunchyroll.